# Porzana sandwichensis
Porzana sandwichensis е изчезнал вид птица от семейство Rallidae.

## Разпространение
Видът е разпространен в САЩ.